# Castle Bravo

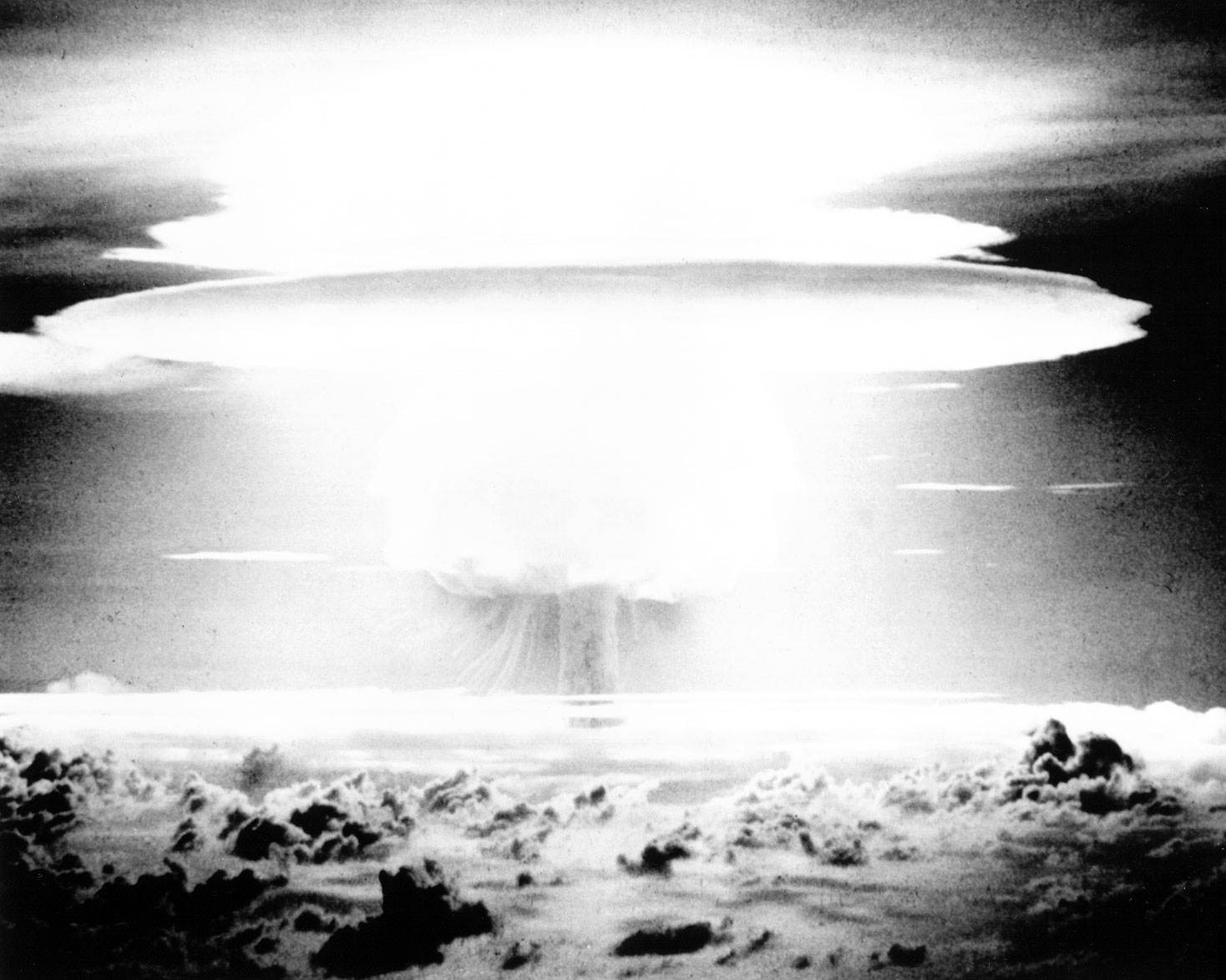
Fotografie výbuchu vodíkové bomby Castle Bravo

Castle Bravo je krycí jméno doposud nejsilnějšího amerického testu termonukleární zbraně, který byl proveden 1. března 1954 na atolu Bikini na Marshallových ostrovech Spojenými státy. Byl to první test z dlouhé série testů nukleárních zbraní v rámci operace Castle. I když měl být test původně tajný, neočekávaný radioaktivní spad z výbuchu zasáhl posádku japonského rybářského člunu a vyvolal silný mezinárodní odpor proti atmosférickým termonukleárním testům.
Na rozdíl od dříve používaného tekutého deuteria, které využívaly americké bomby první generace, Ivy Mike, využívala bomba jako palivo pro fúzi deuterid lithný. Stala se tak základem pro první vodíkovou bombu s možností transportu ve zbrojním arzenálu USA. Sovětský svaz předtím už použil deuterid lithný v nukleární bombě s názvem Slojka (americký název Alarm Clock), ale protože to byla jen jednostupňová bomba, která používala pro stlačení chemickou explozi, její maximální zisk byl omezený. Podobně jako Ivy Mike využívala bomba Castle Bravo modernější vícestupňovou verzi s konstrukčním řešením Tellerova-Ulamova designu.
Šlo o dosud nejsilnější nukleární zbraň odpálenou Spojenými státy, s účinkem 15 Mt TNT. Ten dalece přesahoval očekávaný účinek mezi 4–8 Mt TNT. V kombinaci s dalšími faktory způsobila bomba největší radioaktivní zamoření způsobené USA. Bomba Castle Bravo byla přibližně 1000krát silnější než atomová bomba shozená na Hirošimu v průběhu druhé světové války, byla však i přibližně 3,5krát slabší než Car-bomba – největší termonukleární bomba odpálená Sovětským svazem v roce 1961.

## Konstrukční řešení a detonace

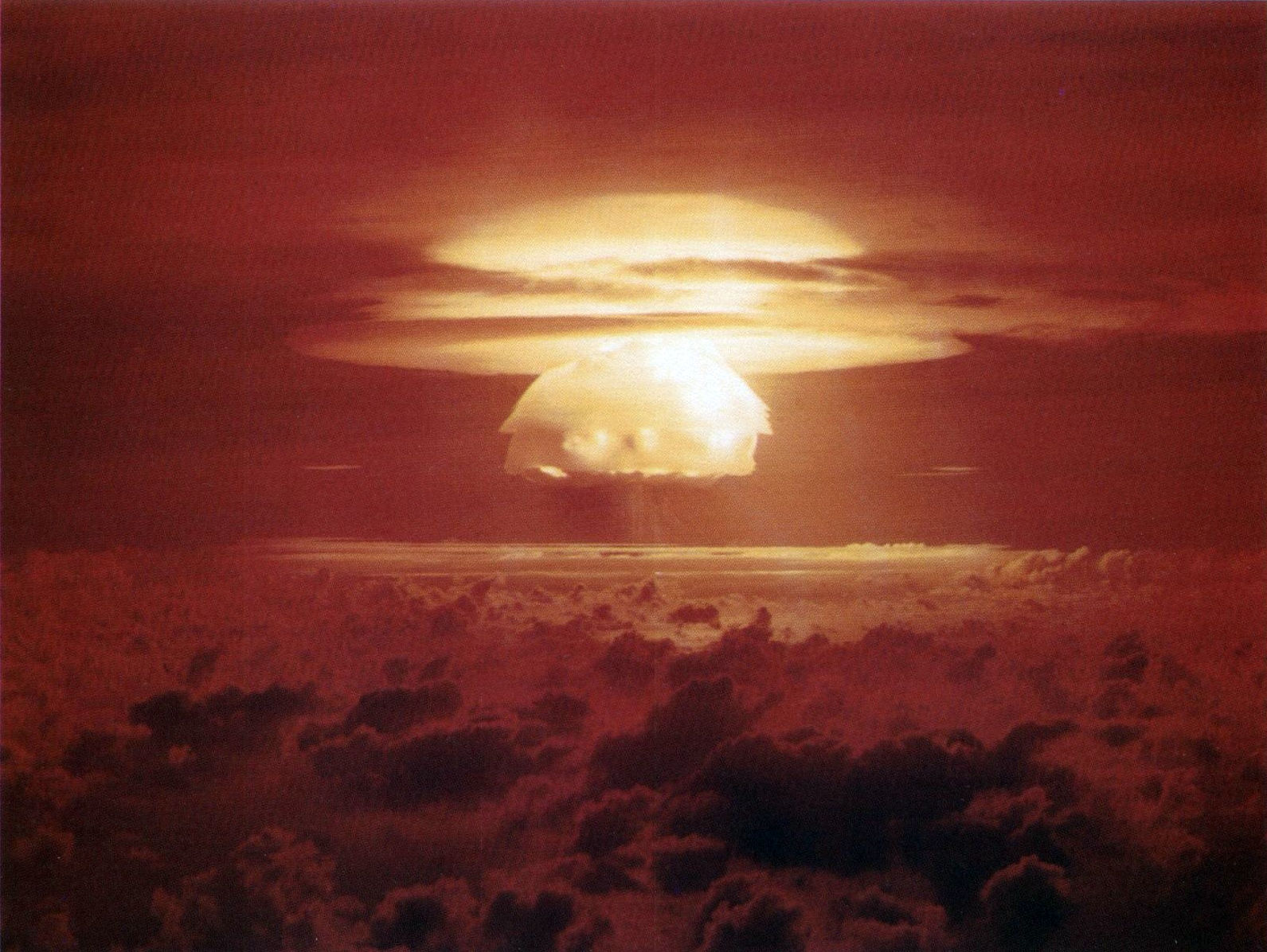
Hřib výbuchu bomby Castle Bravo

Konstrukční řešení bomby pod názvem „Shrimp“ mělo stejnou základní konfiguraci jako bomba Ivy Mike s výjimkou různých druhů paliv pro jadernou fúzi. Toto zařízení využívalo lehké skořepiny z hliníku, namísto těžké oceli použité v Ivy Mike. Uvnitř válcové schránky byl menší válec LiD, který sloužil jako palivo pro sekundární jadernou fúzi, s primární štěpnou jadernou bombou na konci. Ta sloužila k vytvoření podmínek, které jsou potřebné na nastartování jaderné fúze.
Středem sekundární části vedla válcovitá plutoniová tyč, (iniciátor), která sloužila ke spuštění termojaderné fúze. Tuto část bomby obklopoval reflektor z uranu, prostor mezi reflektorem a sekundární částí tvořil kanál na spojení radioaktivního záření z primární části do sekundární. Funkcí radioaktivního záření byla stlačit hydrodynamicky sekundární část, zvětšit hustotu a teplotu deuteria na úroveň potřebnou na vyvolání termojaderné reakce a stlačit iniciátor na superkritické množství.
Zařízení bylo prakticky identické se zařízením odpáleným později v Castle Romeo, ale jako termonukleární palivo používalo částečně obohacené lithium. Přirozené lithium je složené z izotopů lithia-6 a lithia-7 (se 7,5% obsahem lithia-6). Obohacené lithium použité v Brave bylo z 35 % lithium-6. Primární částí byla standardní štěpná atomová bomba RACER 4. Rozměrově byla bomba velký válec vážící 10 660 kg o délce 4,56 m a šířce 1,37 m. Zasazená byla do střelecké věže na umělém ostrově vybudovaném na útese ostrova Namu na atolu Bikini. V okolí byly rozmístěné diagnostické přístroje a vysokorychlostní kamery.
Při detonaci zařízení vznikla během jedné sekundy ohnivá koule o velikosti asi 5 km. Tato ohnivá koule byla viditelná i z atolu Kwajalein vzdáleného 450 km. Samotná exploze zanechala kráter o průměru 1500 m, hluboký 60 m. Oblak výbuchu dosáhl během minuty výšky 14,3 km a průměru 11,3 km. Během deseti minut dosáhl výšky 39,6 km a průměru 100 km.

### Příčina vysokého účinku bomby
Účinek 15 Mt TNT byl 3× větší, než se očekávalo. Příčinou vyššího účinku byla chyba, kterou udělali projektanti zařízení v laboratořích Los Alamos. Předpokládalo se, že izotop lithia-6 bude absorbovat neutron štěpícího se plutonia, emitovat alfa částice a tritium, přičemž se tritium sloučí s deuteriem, které bylo přítomné v LiD a zvětší tak účinek podle předpokladu.
Jejich úvaha ale opomněla fakt, že když je izotop lithia-7 bombardován neutrony s vysokou energií, absorbuje neutron a potom se rozloží a vytvoří alfa částice, další neutron a k tomu nukleon tritia. To znamená, že bylo vyprodukováno mnohem více tritia, než se předpokládalo. Dodatečné tritium v jaderné fúzi s deuteriem (stejně jako dodatečný neutron z rozkladu lithia-7) vyprodukovalo mnohem víc neutronů, než byl původní předpoklad a produkovalo víc štěpení uranového reflektoru, což značně zvýšilo celkový účinek.
Výsledné dodatečné palivo (lithium-6 a lithium-7) výrazně přispělo k štěpné reakci a produkci neutronů, v důsledku čehož byl značně zvýšen celkový účinek zařízení. Ironií je, že zařízení používalo lithium s vysokým procentem lithia-7 jen proto, že lithium-6 bylo toho času těžko dostupné a drahé. Dřívější testy Castle Union užívaly skoro čisté lithium-6. Kdyby bylo lithium-6 dostupnější, použitelnost běžného lithia-7 by možná nebyla objevena. Z celkového účinku 15 Mt bylo 10 Mt z štěpné reakce uranového reflektoru. Proto byl přímý účinek z fúze v tomto případě menší než štěpný efekt z vyvolané fúze.

### Neočekávané důsledky radioaktivního spadu

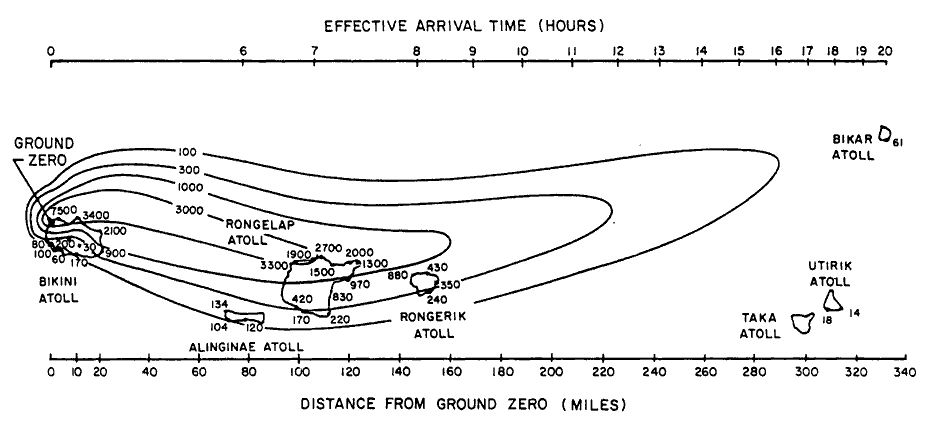
Oblak nebezpečného radioaktivního spadu Castle Brava se rozšířil na plochu více než 150 km včetně obydlených ostrovů

Štěpná reakce uranového reflektoru způsobila značné zamoření, vytvoříce velké množství radioaktivního spadu. V kombinaci s výrazně větším účinkem a silným větrem test způsobil množství závažných důsledků. Přestože řídící pracovníci testu věděli, že změna v počasí způsobí zasáhnutí oblastí, které nebyly vysídlené, rozhodli se pro uskutečnění testu. Radioaktivní spad se rozšířil východně na obývané atoly Rongelap a Rongerik. Až tři dny po explozi americké námořnictvo evakuovalo 236 ostrovanů a 28 amerických vojáků na základnu na ostrově Kwajalein, u kterých se objevila nausea (nucení na zvracení), průjmy, popáleniny a depigmentace kůže, bolesti hlavy a očí, otupělost a celková vyčerpanost. Laboratorní testy prokázaly pokles počtu krevních buněk, především leukocytů T-lymfocytů, které jsou základem obranyschopnosti lidského organismu. Později postiženým vypadaly nehty a vlasy. Přesná dávka, které byli ostrované vystaveni, nebyla změřena. Odhady hovoří o hodnotách od 11 rem až do 190 rem na. Mnoho obyvatel Marshallových ostrovů od té doby trpí vrozenými vadami a obdrželi kompenzaci od vlády USA.
Do kontaktu s radioaktivním spadem přišel také japonský rybářský člun Daigo Fukuryū Maru, což zapříčinilo onemocnění členů posádky, jedna osoba nakonec zemřela. To způsobilo silný mezinárodní odpor a znovu podnítilo obavy Japonců týkající se radioaktivity, obzvlášť s ohledem na možnou kontaminaci ryb. Bouřlivý protest v Japonsku dosáhl takové úrovně, že diplomatické vztahy zůstaly velmi napjaté a incident byl mnohými označován jako „druhá Hirošima“. I přesto japonská a americká vláda rychle dosáhla politické dohody, která přinesla rybářům kompenzaci 2 milióny dolarů, a oběti obdržely mezi 1,91 a 2,29 miliónů jenů pro každého. Zároveň bylo dohodnuto, že oběti nebudou mít status Hibakuša. Neočekávaný radioaktivní spad a radiace zasáhla mnoho plavidel a osob začleněných do testu. Jeden vědec později prohlásil, že byl na lodi vzdálené asi 45 km a obdržel radiaci 10R. Šestnáct členů posádky eskortní letadlové lodi USS Bairoko utrpělo popáleniny a byl u nich zvýšený výskyt rakoviny. Radioaktivní kontaminace také zasáhla mnoho testovacích zařízení, která byla vybudovaná na atole Bikini. Radioaktivní spad zasáhl Austrálii, Indii, Japonsko a dokonce i USA a části Evropy. Přestože byl test organizovaný jako tajný, Castle Bravo se rychle stal mezinárodním incidentem a byly vysloveny výzvy na zákaz atmosférických testů termonukleárních zbraní.

## Pozdější zařízení
Z konstrukčního řešení Shrimp se později vyvinula bomba Mk-21. Těch bylo vyrobeno 275 ks, vážících 6 800 kg, dlouhých 3,8 m o průměru 1,4 m. Tato 4-Megatunová bomba byla vyráběná do července 1956. V roce 1957 byla předělána na typ Mk-36 a výroba se znova spustila.